# Ở nhà chủ nhật
Ở nhà chủ nhật là một trò chơi truyền hình được phát sóng trên kênh VTV3 của Đài Truyền hình Việt Nam. Chương trình được phát sóng vào trưa chủ nhật hàng tuần từ năm 1998 đến năm 2007, dưới hình thức là một trò chơi truyền hình với sự tham gia của các gia đình.
Trong khoảng thòi gian đầu, chương trình được thực hiện dưới định dạng thuần Việt, sau đó được chuyển sang sản xuất theo bản quyền của Đức từ năm 2005.

## Thể lệ
Dưới đây là thể thức trong năm cuối cùng của chương trình. Số lượng đội chơi bao gồm 3 gia đình với tổng cộng 8 thành viên tham gia. 

### Chia sẻ
Vòng thi này là 4 câu hỏi đúng/sai xoay quanh kiến thức gia đình. Điểm mới sẽ là chú Lợn đặt trên bàn sẽ mang tới cơ hội đặt cược điểm só ở một trong 3 câu hỏi đầu. Câu hỏi số 4 được "chấm" theo luật cộng - trừ điểm ngẫu nhiên, các thành viên bấm chuông để xem máy tính đưa ra một con số.
Theo nhà báo Vũ Thanh Hường, "Các câu hỏi là những điều đời thường, từ chăm sóc con cái đến sửa chữa điện, đồ gia dụng hay mẹo vặt... những câu hỏi thiết thực vô cùng, cả chuyên gia nước ngoài hướng dẫn cũng thấy đây là một format thuần Việt, phù hợp với mong muốn phổ cập kiến thức trong gia đình".

### Cả nhà vui
Vòng thi này được đổi mới hoàn toàn. Bố mẹ suy đoán sự lựa chọn của con cái trong những tình huống ngộ nghĩnh. Các tiểu phẩm trong phần này không phải do nhóm diễn viên nào thể hiện mà là 2 bạn nhỏ 10 tuổi - Hoàng Nam và Mai Phương - đóng rất sinh động. Còn câu chuyện cười về gia đình được đưa ra sẽ do chính các khán giả cung cấp từ thực tế cuộc sống.

### Dành cho khán giả
Nụ cười dành cho khán giả trường quay nhiều hơn khi họ có tới 2 phần chơi trong thể thức mới này. Ngoài một câu hỏi kiến thức, người xem ở trường quay S10 còn tham dự phần bốc thăm số may mắn để nhận một tài khoản của Ngân hàng Quốc tế, có 3 già trị tài khoản là 100.000; 200.000 và 300.000 VNĐ.

## Nhạc chủ đề
Chương trình sử dụng bài nhạc "Niềm vui gia đình" do nhạc sĩ Hoàng Vân soạn nhạc và viết lời làm bài hát chủ đề. Nhạc hiệu mở đầu chương trình từ năm 2005 đến khi kết thúc được sáng tác và biên soạn bởi nhạc sĩ Lưu Hà An.

## Nhà tài trợ
- Alpenliebe (1998 - 2002).
- P/S (2003 - 2004).
- Vinasoy - Fami (đầu năm 2005)
- Ajinomoto (9/2005-2006)
- Ngân hàng Quốc tế VIBank (giữa năm 2005, 2007).

## Tạm ngừng phát sóng hoặc thay đổi khung giờ phát sóng
Trong suốt thời gian phát sóng, chương trình đã có một số lần phải tạm ngừng hoạc thay đổi khung giờ phát sóng theo kế hoạch, chủ yếu do bị trùng vào thời điểm diễn ra các sự kiện đặc biệt. Cụ thể:

### Tạm ngừng phát sóng
- 26/8/2007, do trùng với thời điểm phát sóng trực tiếp cuộc thi ABU Robocon 2007 cùng với kênh VTV2.

### Thay đổi khung giờ phát sóng
- Do trùng với thời điểm diễn ra Chung kết Đường lên đỉnh Olympia năm thứ 7 nên chương trình đã thay đổi giờ phát sóng số ngày 1/4/2007 sang 12:30.

## Ngừng phát sóng
Sau số cuối cùng vào ngày 30 tháng 12 năm 2007, Ở nhà chủ nhật chính thức được thông báo dừng sản xuất và phát sóng sau 9 năm phát sóng liên tục. Từ ngày 6 tháng 1 năm 2008, một trò chơi truyền hình mới có tên Ô cửa bí mật được lên sóng và được xem là phiên bản mới thay thế cho chương trình Ở nhà chủ nhật.